# La Font Township
La Font Township est un township, situé dans le comté de New Madrid, dans le Missouri, aux États-Unis,.
Le township est fondé en 1899 et baptisé en référence à Robert Lafont, un juge local.

### Source de la traduction
- (en) Cet article est partiellement ou en totalité issu de l’article de Wikipédia en anglais intitulé « La Font Township, New Madrid County, Missouri » (voir la liste des auteurs).